# 千山景区
千山景区位于辽宁省鞍山市中心东南约25公里处，是千山山脉的精华部分。为中国政府在1982年公布的首批国家级风景名胜区之一，亦是中国国家5A级旅游景区。千山主峰仙人台海拔708.5米（游人可及的最高点）。
千山景区面积约有50平方公里，以弥勒峰为核心共分为四大景区（北、中、南、西），大体上北西两区多寺庙古迹，中南两区多重山密林。千山虽地处塞外，但山体挺拔秀丽景色优美。素有东北明珠和辽东第一山之美誉。景区内既有七寺、十二观、九宫、十庵、唐代古城遗址等约两百多处人文景观和遗迹，又有御笔山、小黄山、仙人台国家森林公园等自然风光。千山诸峰集险、峻、秀、奇、幽等壮美景色于一体。1996年，原全国人大常委会副委员长、当代著名社会学家费孝通先生游览千山后留下了“南有黄山，北有千山”的题词。

## 地质构成

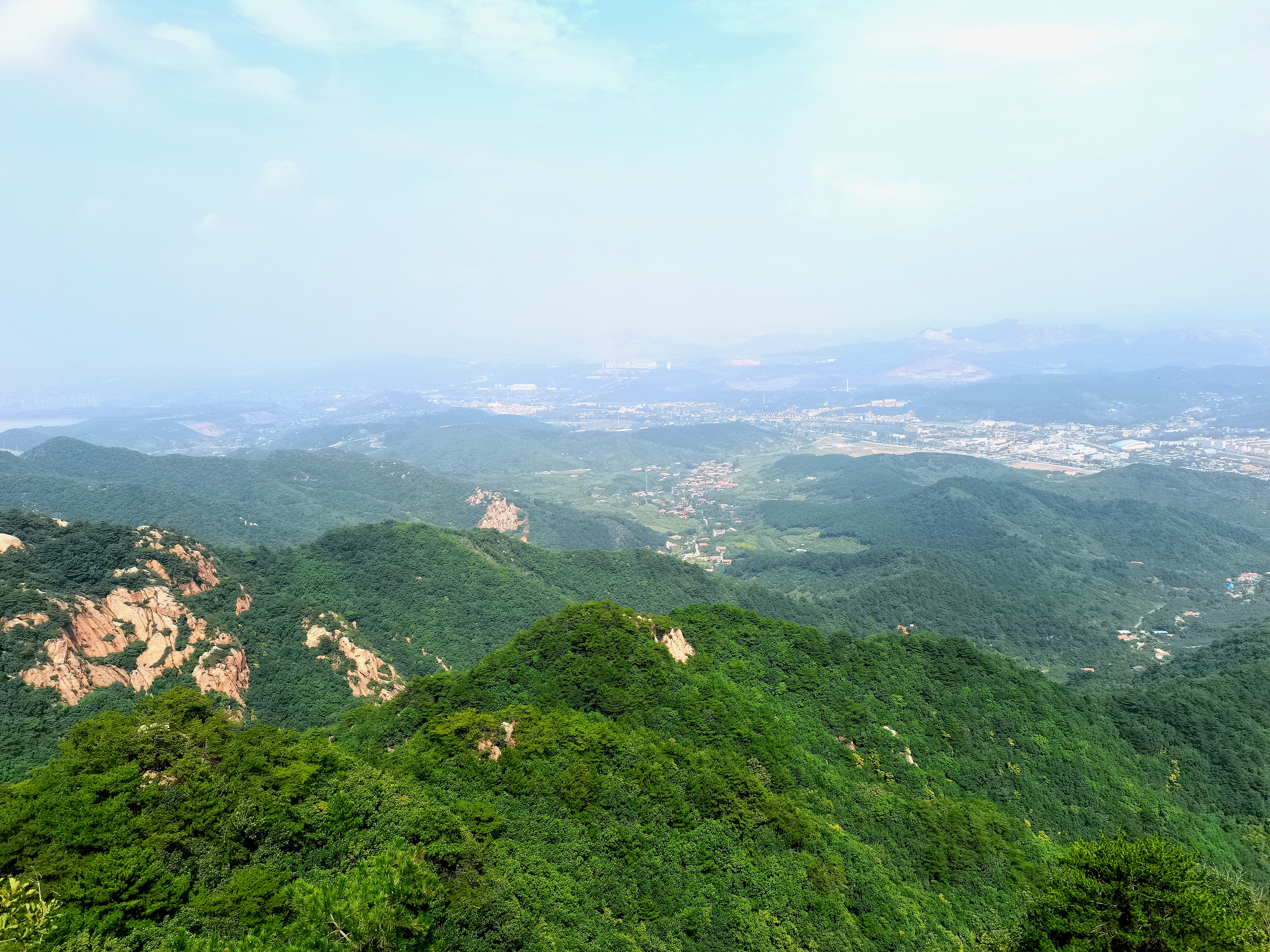
千山

千山在漫长的地质构造史中经历了多次构造运动，大概有过五次海陆沧桑的变迁。大约4亿年前，千山地区曾是一片海洋，到大约2.5亿年前开始隆起露出水面。在大约1千万年前，初步形成了千山地貌的基本轮廓。千山的岩石上至今还保留着贝壳化石等退海的痕迹。大约在250万年前，燕山造山运动使千山进一步隆起，致使少数山峰达到海拔千米以上。后来，又经过地壳的不断运动及风雨侵蚀作用，才逐步形成现在的山峻岩峭、沟深谷窄的花岗岩地貌。千山脚下白家坟地区出露的古太古代花岗岩体是中国最古老的硅铝壳岩石，形成于约38亿年前，是全世界四处最古老的岩石之一（其他三处分别位于格陵兰、加拿大和南极）。

## 景区景点
2017年，千山景区被评为国家5A级旅游景区。

### 宗教
千山本集佛教和道教于一山，在景区范围内和周边散落着数十座佛道寺庙（全盛时期约有大小庙宇近百座，现存的约有四十余处），几乎每一道山谷沟壑之中都能听到钟罄之声。

#### 佛教
千山的主要佛寺有龙泉寺、祖越寺、香岩寺、中会寺、大安寺（这五座佛教禅宗寺庙也被称为千山的五大禅林，它们在明代以前就已经很有名气），此外还有灵岩寺、大佛寺、慈航寺、皈源寺（龙泉庵）、朝阳寺、鎏金庵、南泉庵、木鱼庵等寺庙。在千山北部景区内，有一座山峰呈天然的弥勒佛形状，被称为弥勒峰俗称千山大佛（它与中会寺铜佛和玉佛苑的玉佛一起，成为鞍山所特有的“三大佛”）。

#### 道教
道教在清康熙年间开始大规模传入千山，现在景区内尚存有多座著名的道观，其中以无量观的规模最为宏大，同时它也是道教全国重点宫观。无量观又名“无梁观”，相传是因为道观初建时无梁而得名。现在的无量观是清康熙六年(1667年)，由道教全真道龙门派第八代弟子郭守真的徒弟刘太琳夺自祖越寺所创建。此外，千山风景区内还有圆通观、凤朝观、普安观、五龙宫、太和宫、东极宫等道观也非常值得游览。

### 古树
千山的植被茂密物种非常丰富，风景区内有许多著名的古树奇松，其中比较有代表性的有：香岩寺内的蟠龙松，九重天附近的探海松，一步登天下面的可怜松等。

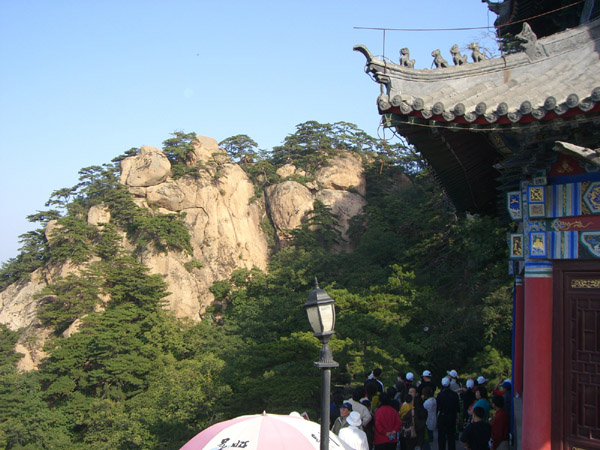
千山弥勒大佛（弥勒峰）

### 怪石
千山也有很多造型怪异栩栩如生的奇石，如只有身材苗条的人才能通过的夹扁石、敲击时能发出跟木鱼一样声音的木鱼石。此外，还有卧龙石、寿星石、巨人石、鹦鹉石和无根石等等。

### 其他景点
此外，著名的景点还有五佛顶（游人可到的第二高峰，海拔554.1米）、夕霞峰（海拔590米，只能远观不能登临）、弥勒峰、卧虎峰、佛手峰、玉霞关、一线天、天上天、天外天、罗汉洞等。一年四季都可游览千山，不同的季节会领略不同韵味的千山。春天来到千山，可观赏遍布山谷的梨花盛开；在盛夏，千山则是一处避暑胜地，无论烈日如何炽热山中却只见无边无际的翠绿，耳畔只能闻听到泉水叮咚；清秋时节漫山遍野是深红色的枫叶，其景堪比北京香山；冬季，千山又是赏雪和玩雪的绝佳之地，每年山内约有近五个月的积雪期，这是关内名山所无法比拟的。

## 文化

### 节日
- 大佛节，大致在每年的六月六日(东南亚上座部佛教的世界佛陀日前后)。
- 春节庙会，从每年的大年初一开始。

### 历代名人
历史上到过千山的名人不少。相传唐太宗李世民东征时曾到过千山并住在大安寺，北沟景区还有据说是他当年曾抖过战袍的振衣冈。金世宗完颜雍曾到过千山灵岩寺探母（其生母贞懿皇后李氏）。清代的康熙、乾隆、嘉庆三帝都曾到过千山或在辽阳城头远望过千山。曹雪芹祖父曹寅的籍贯就在千山，著名的关东才子王尔烈曾在千山龙泉寺读书，该寺至今还保留着他的书房。从唐宋到明清不少官宦和名人都曾到千山游览过，他们还都留下过不少摩崖题刻、匾额和诗词，康熙的《入千山》等。

### 影视、歌曲
千山曾经是1987年版电视剧《红楼梦》，还有电影《古刹钟声》的重要外景地。歌曲《木鱼石的传说》的渊源也来自千山的木鱼石。

### 出版物
- 中国国家邮政局于2002年4月26日发行了《千山》特种邮票1套4枚，编号为2002-8。四枚邮票分别为：（4-1）无量观，面值80分；（4-2）弥勒峰，面值80分；（4-3）龙泉寺，面值80分；（4-4）仙人台，面值2.80元。

## 特色特产

### 温泉
千山温泉在千山正门以北约两公里处，（乘8路温泉站下车）此处建有多家假日酒店，这里的浴池、游泳馆以及所有客房的热水均来自地下的温泉。千山温泉出水温度高，对关节炎和皮肤病有一定治疗功效。

### 南果梨
南果梨是千山特有的一种水果，比正常的梨要小，但味道独特口感甜美。由于该梨极难保存，因此推广难度很大外地人也并不知晓。据考证，南果梨的祖树位于千山西麓的上对桩石村。鞍山市千山区的东部山区是南果梨的主要产地，每年中秋节前后是南果梨味道最好的时候。近年来随着保鲜技术和交通条件的改善，南果梨也会出现在北京、上海和广州这样的大城市，不过数量还是很稀少价格也较贵。

## 交通

### 对外交通

#### 航空
距离千山最近的机场为鞍山腾鳌机场，距离千山正门约有30多公里，目前已经开通有往返于北京首都国际机场、上海浦东国际机场、广州新白云国际机场、南京禄口国际机场和成都双流国际机场的定期航班（其中北京、上海每天一班，南京、广州1、3、5、日，成都3、5、日一班）。游客从鞍山机场出发，可搭乘机场专线到五一路公交中转枢纽转乘8路公共汽车到达千山。离千山最近的国际机场是沈阳桃仙国际机场，距千山约100公里，可直达国内各主要城市以及日韩、东南亚和欧洲等地。推荐乘坐市际机场大巴到达鞍山城市候机楼再乘坐38路转8路，若机场大巴终点为鞍山西客站，也可乘坐126路转8路。

#### 铁路与公交

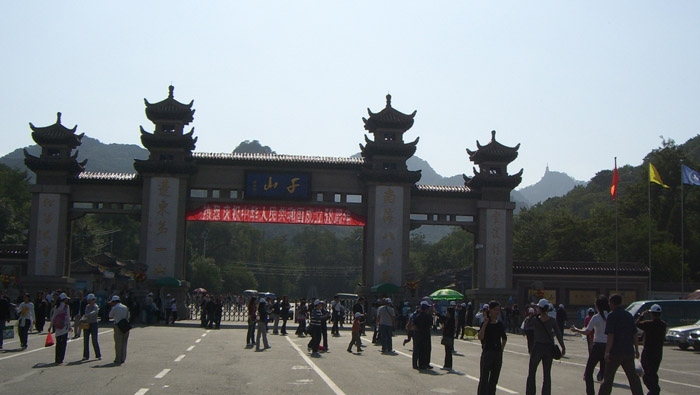
千山风景名胜区正门（北门）

距千山最近的火车站是鞍山火车站，距离景区17公里，可抵达东北各地以及北京、上海、深圳等国内主要大城市。从鞍山火车站出站后向北步行，可搭乘8路公共汽车到达千山北门（正门）车程约40分钟（途中可经过鞍山另一处著名风景区玉佛苑）。也可以乘坐10路转45路公共汽车抵达南部景区香岩寺附近的上石桥（下车后继续步行），从这里是攀登主峰仙人台（鞍山城区的海拔最高点）最近的出发地。哈大高铁开通后经停鞍山西站，从这可搭乘高铁直达沈阳、大连、哈尔滨等诸多东北重要城市，也可以快速抵达北京和上海，去西站需要在鞍山站前倒车（22路转8路）才能到达。

#### 公路
沈大高速公路G15、丹海高速公路G16、辽中环线高速公路G91和众多国道、省道（G202、S316、S101等）通往沈阳、大连、本溪、丹东、盘锦、营口、岫岩、海城、辽阳等许多市县的公路经过鞍山周边。

#### 水运
营口的鲅鱼圈港是离鞍山（千山）最近的港口（约100公里），从该港可乘坐开往环渤海以及日韩地区的游轮。此外，大连港距鞍山（千山）约320公里，在那里可以搭乘汽车轮渡到达山东半岛，是华东和东北两大区域之间的一条交通捷径。

### 山内交通
景区内有数量众多的山内旅游车往返于各景区之间（夏季）。在北部景区有天上天、五佛顶和千山大佛等三条登山索道，通往各主要山峰景点的山路均有比较平整的石阶。